# Eric Piatkowski
Eric Todd Piatkowski (ur. 30 września 1970 w Steubenville) – amerykański koszykarz, polskiego pochodzenia, występujący na pozycjach rzucającego obrońcy lub niskiego skrzydłowego.

## Szkoła średnia
Eric, syn byłego gracza ABA, Walta Piatkowskiego, uczęszczał do Stevens High School w Rapid City. W roku 1989 doprowadził szkolną drużynę do Mistrzostwa Stanu, a sam został wybrany do reprezentacji Dakoty Południowej.

## Studia
Eric przez cztery lata grał w drużynie University of Nebraska-Lincoln pod skrzydłami trenera Danny'ego Nee. W swoim ostatnim sezonie w barwach Cornhuskers, w którym wraz z kolegami zajął szóste miejsce w mistrzostwach NCAA, osiągał średnio 20 punktów na mecz. W roku 2006 numer, z którym grał na uczelni, 52, został zastrzeżony.

## NBA
Po zakończeniu studiów Eric przystąpił do draftu 1994 i został wybrany z numerem 15. przez Indiana Pacers. Ekipa z Indianapolis nie zaufała jednak jego umiejętnościom i szybko wraz z Poohem Richardsonem i Malikiem Sealym został oddany do Los Angeles Clippers w zamian za Marka Jacksona i prawo do Grega Minora. Do dziś Piatkowski jest rekordzistą Clippers pod względem występów (616), trafionych rzutów "za trzy" (738) oraz prób tego typu rzutów (1835).
Po dziewięciu sezonów Eric nie podpisał nowego kontraktu z Clippersami i jako wolny zawodnik przed sezonem 2003/2004 stał się graczem Houston Rockets. Już 8 września 2004 roku z Rakiety stał się Bykiem, gdy wraz z Adrianem Griffinem i Mikiem Wilksem został oddany do Chicago Bulls w zamian za Dikembe Mutombo.
Po dwóch latach spędzonych w Chicago Piatkowski dnia 13 lipca 2006 roku podpisał dwuletni kontrakt z Phoenix Suns wart 2,4 miliona dolarów. Po wypełnieniu umowy odszedł z klubu i do dziś jest wolnym zawodnikiem. Począwszy od minionego już sezonu zaczął pracować w lokalnej kablówce o nazwie Fox Sports Midwest jako analityk oraz komentator meczów drużyny uczelnianej z Nebraski.

## Życie prywatne
Eric ma trzech braci - Davida, Seana i Troya. Jest żonaty z Kristen, z którą ma dwójkę dzieci: córkę Paige Lynn oraz syna Jace'a Jacksona.

## Statystyki

### Sezony zasadnicze
| Sezon     | Klub                 | Punkty | Zbiórki | Asysty | Przechwyty | Bloki | Straty | Mecze | Na boisku |
| --------- | -------------------- | ------ | ------- | ------ | ---------- | ----- | ------ | ----- | --------- |
| 1994/1995 | Los Angeles Clippers | 7.0    | 1.6     | 1.0    | 0.5        | 0.2   | 0.78   | 81    | 14.9 min. |
| 1995/1996 | Los Angeles Clippers | 4.6    | 1.6     | 0.7    | 0.4        | 0.2   | 0.69   | 65    | 12.1 min. |
| 1996/1997 | Los Angeles Clippers | 6.0    | 1.6     | 0.8    | 0.5        | 0.2   | 0.71   | 65    | 11.5 min. |
| 1997/1998 | Los Angeles Clippers | 11.3   | 3.5     | 1.3    | 0.8        | 0.2   | 1.19   | 67    | 26.0 min. |
| 1998/1999 | Los Angeles Clippers | 10.5   | 2.9     | 1.1    | 0.9        | 0.1   | 1.08   | 49    | 25.3 min. |
| 1999/2000 | Los Angeles Clippers | 8.7    | 3.0     | 1.1    | 0.6        | 0.2   | 0.76   | 75    | 22.8 min. |
| 2000/2001 | Los Angeles Clippers | 10.6   | 3.0     | 1.2    | 0.6        | 0.2   | 0.94   | 81    | 26.5 min. |
| 2001/2002 | Los Angeles Clippers | 8.8    | 2.6     | 1.6    | 0.6        | 0.2   | 0.9    | 71    | 24.2 min. |
| 2002/2003 | Los Angeles Clippers | 9.7    | 2.5     | 1.1    | 0.5        | 0.2   | 0.9    | 62    | 21.9 min. |
| 2003/2004 | Houston Rockets      | 4.1    | 1.5     | 0.5    | 0.3        | 0.1   | 0.59   | 49    | 14.3 min. |
| 2004/2005 | Chicago Bulls        | 4.8    | 1.2     | 0.8    | 0.4        | 0.0   | 0.54   | 68    | 12.4 min. |
| 2005/2006 | Chicago Bulls        | 2.0    | 0.8     | 0.4    | 0.2        | 0.0   | 0.38   | 29    | 7.9 min.  |
| 2006/2007 | Phoenix Suns         | 2.5    | 0.8     | 0.4    | 0.0        | 0.1   | 0.45   | 11    | 6.6 min.  |
| 2007/2008 | Phoenix Suns         | 2.4    | 0.8     | 0.6    | 0.0        | 0.1   | 0.38   | 16    | 7.1 min.  |